# Giuseppe Ciribini
Giuseppe Ciribini fue un ingeniero y profesor universitario italiano al Politécnico de Turín y al Politécnico de Milán, considerado el padre de la Arquitectura técnica en Italia.
Entre sus muchos estudiantes y colaboradores pueden ser citados el ingeniero Giorgio Ceragioli y el arquitecto Renzo Piano.

## Condecoraciones
|  | Orden al Mérito de la República Italiana – 1964         |
|  | Medaglia ai Benemeriti della cultura e dell'arte – 1984 |